# دایره جنایی (فیلم)
دایره جنایی (انگلیسی: Circle of Atonement; کره‌ای: 비밀) یک فیلم درام معمایی محصول سال ۲۰۱۵ کره جنوبی به کارگردانی پارک اون گیونگ و لی دونگ ها و با بازی سونگ دونگ ایل، سون هو جون و کیم یو جونگ است. این فیلم نخستین بار در جشنواره بین‌المللی فیلم بوسان در ۲ اکتبر ۲۰۱۵ به نمایش درآمد. دایره جنایی در ۱۵ اکتبر ۲۰۱۵ در سینماهای کره جنوبی اکران شد.

## بازیگران
- سونگ دونگ ایل در نقش کارآگاه لی سانگ وون
- سون هو جون در نقش نام چول وونگ
- کیم یو جونگ در نقش لی جانگ هیون